# Orphanomyces arcticus
Orphanomyces arcticus är en svampart som först beskrevs av Emil Rostrup, och fick sitt nu gällande namn av Savile 1974. Orphanomyces arcticus ingår i släktet Orphanomyces och familjen Anthracoideaceae.   Inga underarter finns listade i Catalogue of Life.